# Мацкевич Володимир Володимирович (філософ)
Володи́мир Володи́мирович Мацке́вич (біл. Уладзі́мір Уладзі́міравіч Мацке́віч; нар. 14 травня 1956 року, Черемхово, Іркутська область, РРФСР, СРСР) — білоруський філософ і методолог, громадський і політичний діяч, телеведучий. Засновник і керівник Агентства гуманітарних технологій (Мінськ). Перший голова Ради Міжнародного консорціуму «ЄвроБілорусь» (2011—2016). Засновник програми створення сучасного університету в Білорусі «Летючий університет».
4 серпня 2021 року після обшуку затриманий співробітниками КДБ за підозрою в організації протестів. 6 серпня спільною заявою восьми організацій, серед яких Правозахисний центр «Вясна», Білоруський Гельсінський комітет, Білоруська асоціація журналістів, визнаний політичним в'язнем, а група «Християнське бачення» Координаційної ради білоруської опозиції закликала білоруські та зарубіжні християнські громади виступити на його підтримку. 4 лютого 2022 року Мацкевич оголосив голодування, вимагаючи змінити запобіжний захід на підписку про невиїзд, завершити слідство і призначити дату судового процесу. Увечері 16 лютого Мацкевич припинив голодування, заявивши, що «справа зрушила з мертвої точки», оскільки до нього вперше за довгий час прийшов слідчий. 23 червня 2022 року Мацкевича засудили до 5 років колонії посиленого режиму.

## Сім'я, деякі факти біографії
Предок — православні селяни, що жили в селі Машталери (нині Гродненський район, Білорусь). У сімейних переказах збереглася пам'ять про колишню приналежність предків до уніатів та про їх участь у Січневому повстанні 1863 року.
Під час Першої світової війни, з наближенням лінії російсько-німецького фронту, жителів села, включно з родинами прадідів В. В. Мацкевича, евакуйовано у внутрішні губернії Російської імперії. Дід — Касьян Мацкевич — разом з батьками опинився на території Пензенської губернії, де у 18-річному віці його призвано до Червоної Армії. Але вже 1921 року вся сім'я повернулася в рідне село, яке опинилося в складі Другої Речі Посполитої, і діда знову призвали на військову службу — вже до Війська Польського, в якому й відслужив два роки в санітарному батальйоні, після чого одружився і створив власну сім'ю. Дід по материнській лінії — Карпо Лозовик — у 1930-ті роки також проходив військову службу в польських збройних силах у лавах Сувальського уланського полку.
З початком військової агресії проти Польщі у вересні 1939 року обох дідів — Касьяна Мацкевича і Карпа Лозовика — мобілізовано до Війська Польського, потім вони потрапили в радянський полон, у табір для військовополонених у Запоріжжі. Через деякий час Касьяна Мацкевича заслано в Комі АРСР і передано в розпорядження Сєвжелдорлагу на будівництво Печорської залізниці. Карпо Лозовик спробував утекти з табору, але його спіймали й повернули, а його сім'я вислали в Казахстан.
1941 року, після нападу Німеччини на СРСР, обидва діди, отримавши амністію, вступили до Армії Андерса, що формувалася, після — в її лавах воювали в Єгипті, Італії і Франції (Касьяна Мацкевича за участь у битві під Монте-Кассіно нагороджено британським військовим орденом).
1948 року обидва діди повернулися в Білоруську РСР (Касьян Мацкевич — із Франції, Карпо Лозовик — із Великої Британії). 1951 року Касьяна Мацкевича разом з родиною депортовано до Сибіру, а Карпо Лозовик вирушив туди ж зі власної волі до сім'ї. Батьки В. В. Мацкевича познайомилися вже на засланні, яке відбували в місті Черемхово (Іркутська область), там створили сім'ю і народили дітей.
Радянське громадянство всім членам сім'ї надано тільки 1958 року. У жовтні 1966 року сім'я повернулася в Білоруську РСР і оселилася в Гродно.
1973 року В. В. Мацкевич закінчив середню школу і, не вступивши з першої спроби до Ленінградського державного університету (ЛДУ), до призову в армію працював фрезерувальником на Гродненському заводі карданних валів.
У 1974—1976 роках проходив строкову військову службу в Радянській армії, служив у місті Хуст (Закарпатська область, Україна).
У 1976—1982 роках, а також у 1983—1987 роках навчався, працював і жив у Ленінграді, у 1982—1983 роках — у Вільнюсі, у 1987—1992 роках — у Лієпаї і Ризі, у 1992—1994 роках — у Москві. У квітні 1994 року повернувся до Білорусі, оселився в Мінську і через рік отримав громадянство Білорусі.
Сповідує кальвінізм.
Одружений, має сина і двох дочок.

## Навчання
Демобілізувавшись із армії, вступив на підготовче відділення ЛДУ і 1977 року став студентом факультету психології ЛДУ, після закінчення навчання захистив диплом за фахом нІженерна психологія".
У студентські роки відвідував лекції Л. М. Веккера, Л. М. Гумільова, Ю. М. Лотмана, С. С. Аверінцева, М. Форверга, К. Роджерса та ін., у рамках студентського обміну їздив до Лейпцизького університету.
1982 року, після закінчення ЛДУ, за розподілом потрапив у Вільнюс, де завдяки Аушрі Ауґустінавічюте познайомився з лікарем-психіатром і психотерапевтом О. Ю. Алексєйчиком, семінари якого відвідував протягом 8 років, починаючи від 1985 року. Називає О. Ю. Алексєйчика в числі своїх учителів.

## Робота на телебаченні
Протягом 1994—1997 років був розробником, автором і ведучим трьох циклових передач на Білоруському телебаченні (БТ):
- на початку 1994 року телекомпанія «ФІТ» спільно з Агентством гуманітарних технологій[Прим. 1] розпочали виробництво інформаційно-аналітичної передачі «Проспект», перший випуск якої вийшов наступного дня після першого туру президентських виборів і був присвячений його аналізу; ведучим передачі був Павло Шеремет[12][21];
- починаючи від 1995 року, на БТ виходили: передача про основні поняття ринкової економіки «Это мы не проходили» («Це ми не проходили»), а також передачі «Студія 600» і «Столиця»[21].

1995 року отримав пропозицію стати ведучим нової інформаційно-аналітичної передачі «Резонанс» на БТ, проте проти його кандидатури виступили в Адміністрації президента Республіки Білорусь.
Був першим керівником і ведучим ток-шоу «Вибір» на телеканалі ОНТ (кінець 2002 року — березень 2003 року), встиг підготувати 8 випусків ток-шоу, звільнений напередодні горезвісного квітневого семінару керівних працівників республіканських і місцевих державних органів з питань вдосконалення ідеологічної роботи.
Від 2012 року — ведучий програми «Бесіда дня» телеканалу «Белсат».

## Події
9 березня 2016 року В. В. Мацкевич отримав повістку до суду Центрального району міста Мінська з приписом з'явитися як особа, щодо якої ведеться адміністративний процес за участь у несанкціонованому мітингу індивідуальних підприємців, що відбувся 15 лютого того ж року в центрі Мінська.
15 березня 2016 року в ході судового розгляду три співробітники міліції, які виступали свідками, впевнено впізнали у В. В. Мацкевичі учасника мітингу, що також, за їх словами, нібито підтверджено матеріалами фотознімань, на підставі яких і складено протокол про адміністративне правопорушення. У свою чергу, В. В. Мацкевич надав суду докази того, що 15 лютого 2016 року він не тільки не був присутнім на мітингу, але й узагалі перебував за межами країни: відмітки в паспорті про перетин кордону і авіаквитки, згідно з якими він вилетів із Мінська до Варшави 14 лютого і повернувся 16 лютого. Як наслідок, суд ухвалив рішення повернути протокол про адміністративне правопорушення в Центральне РУВС г. Мінська на доопрацювання.
Зразу після суду В. В. Мацкевич заявив про намір притягти міліціонерів, що дали проти нього свідчення, до відповідальності за кривосвідчення, зокрема, щоб привернути увагу до подібної практики переслідування громадян, незадоволених чинним політичним режимом Білорусі.
30 березня 2016 року В. В. Мацкевич подав заяву до прокуратури з проханням дати правову оцінку ситуації.
5 квітня 2016 року міністр внутрішніх справ І. А. Шуневич, відповідаючи на запитання журналістів, акредитованих у Палаті представників Національних зборів Республіки Білорусь, визнав помилку, допущену співробітниками міліції щодо В. В. Мацкевича:
|  | Однозначно можу заявити, що працівники міліції припустилися помилки в ідентифікації особи людини. Підставою для помилки стала його досить серйозна візуальна схожість із учасником цього заходу. Це я сам особисто перевіряв.Оригінальний текст (рос.) Однозначно могу заявить, что сотрудники милиции допустили ошибку в идентификации личности человека. Основанием для ошибки стало его достаточно серьёзное визуальное сходство с участником этого мероприятия. Это я сам лично проверял. |

8 квітня 2016 року В. В. Мацкевич звернувся до міністра внутрішніх справ з відкритим листом, який викликав широкий суспільний резонанс. У ньому філософ засудив практику кривосвідчення міліціонерів у суді і закликав до її викорінення спільними зусиллями держави і громадянського суспільства країни. В отриманій у травні 2016 року відповіді з МВС ще раз визнано помилку, допущену з боку міліції стосовно до В. В. Мацкевича, однак заперечено наявність практики фальшивих свідчень співробітників органів внутрішніх справ у суді.

## Публіцистична діяльність
Був ініціатором і учасником «Менскага філязофскага кола» («Мінського філософського гуртка») — творчого об'єднання мінських гуманітаріїв, яке діяло в другій половині 1990-х — початку 2000-х років і мало на меті підготовку і видання корпусу гуманітарно-філософських словників, хрестоматій і навчальних посібників.
Брав участь у роботі над укладанням видань «Новейший философский словарь» («Новітній філософський словник»; Мінськ, 1999. — ISBN 985-6235-17-0) і «Всемирная энциклопедия: Философия» («Всесвітня енциклопедія: Філософія»; Мінськ, 2001. — ISBN 5-17-007278-3). Автор статей «Антропотехніка», «Діяльність», «Ідеальних типів метод», «Кальвін», «Миследіяльність», «Мислення», «Освіта», «Педагогіка», «Підхід», «Практика», «Проблематизація», «СМД-методологія», «Схема», «Техніка», «Функціональна грамотність», «Щедровицький Г. П.».
Починаючи від 2003 року, працював над укладанням енциклопедичного словника «СМД-методологія Московського методологічного гуртка. 1954—2004 роки», який проте не був виданий. Планувалося, що книга побачить світ у четвертому кварталі 2004 року.
Готується до видання авторський цикл лекцій «Вступ до філософії» [Архівовано 23 лютого 2022 у Wayback Machine.], який В. В. Мацкевич прочитав у рамках Мінського методологічного семінару в 2008—2009 роках.